# Rumor Has It
Rumor Has It is een komische film uit 2005 met Jennifer Aniston in de hoofdrol. De film werd geregisseerd door Rob Reiner. De film is een vervolg op de film The Graduate uit 1967, geregisseerd door Mike Nichols, alleen de relaties tussen de verschillende personages zijn verschillend.

## Verhaal
Sarah Huttinger (Jennifer Aniston) is in de war. Ze heeft eindelijk ingestemd om met haar vriend Jeff (Mark Ruffalo) te trouwen, maar ze is niet helemaal zeker of dit is wat ze wil. Nu ze onderweg naar huis is om de bruiloft van haar zusje bij te wonen en veel tijd moet doorbrengen met haar familie, ontdekt ze een goed behouden familiegeheim. Dat geheim heeft zijn weerslag op de hele generatie vrouwen binnen de Huttinger-familie. Als Sarah gaat twijfelen aan haar achtergrond, gaat zij op zoek naar de man, die waarschijnlijk alle antwoorden heeft.

## Succes in de bioscopen
Ondanks middelmatige kritieken deed de film het redelijk goed in de bioscopen. In de Verenigde Staten heeft de film over de 30 miljoen dollar opgebracht.
De film leek het goed te doen bij vooral de vrouwelijke kijkers.

## Rolverdeling
- Jennifer Aniston - Sarah Huttinger
- Mark Ruffalo - Jeff Daly
- Shirley MacLaine - Katharine Richelieu
- Mena Suvari - Annie Huttinger
- Kevin Costner - Beau Burroughs
- Richard Jenkins - Earl Huttinger
- Christopher McDonald - Roger
- Jennifer Taylor - Jocelyn Richelieu